# Happiness?
Happiness? é o terceiro álbum de estúdio do cantor, compositor e baterista Roger Taylor, lançado em junho de 1994. É o primeiro trabalho do instrumentista após a morte de Freddie Merucry, o vocalista de sua banda, Queen e se destaca em sua discografia por um direcionamento mais politizado nas letras das canções. A canção "Nazis 1994", com sua crítica aos neonazistas foi altamente polêmica.

## Faixas
Todas as músicas por Roger Taylor, exceto "Foreign Sand", escrita com a parceria do cantor com Yoshiki Hayashi.
1. "Nazis 1994" – 2:35
2. "Happiness" – 3:17
3. "Revelations" – 3:44
4. "Touch the Sky" – 5:04
5. "Foreign Sand" – 6:53
6. "Freedom Train" – 6:12
7. "‘You Had to Be There’" – 2:55
8. "The Key" – 4:25
9. "Everybody Hurts Sometime" – 2:52
10. "Loneliness..." – 2:25
11. "Dear Mr Murdoch" – 4:19
12. "Old Friends" – 3:33